# Срочное казённое пароходство на реке Енисей
Срочное казённое пароходство на реке Енисей — государственное предприятие, основанное в 1905 году. 
Для пополнения речного флота Сибири мощными судами Министерство путей сообщения закупило в 1905 году речные суда в Германии, Англии и Голландии. Было куплено шесть пароходов «Енисейск», «Красноярск», «Туруханск», «Ангара», «Лена», «Минусинск» и 9 железных лихтеров. Лихтёры получили номера от 1 до 9. Суда были переведены на Енисей в сопровождении морского судна «Пахтусов». Экспедицию возглавил капитан 1-го ранга И. С. Сергеев. 10 октября суда прибыли в Енисейск, где провели зиму.
Приказом Министра путей сообщения 16 октября из вновь прибывших судов была организована «Енисейская речная флотилия». Возглавил флотилию участник этого перегона — капитан 2-го ранга П. А. Синицын.
1 мая 1906 года «Енисейская речная флотилия» была переименована в «Срочное казённое пароходство на реке Енисей» (Срочно-казённое пароходство). Срочное — то есть, выполняющее рейсы по расписанию. Заведующим был назначен инженер МПС Н. А. Бенцелевич. Осенью 1906 года суда пароходства были переведены на зимовку в Стрелковский затон на Ангаре.
До строительства Красноярской ГЭС на Енисее ежегодно возникали заторы льда во время весеннего ледохода. Из-за резкого подъёма уровня воды, лёд вытеснялся на берег, что приводило к повреждениям зимующих судов.
19 апреля 1909 года весенним ледоходом в результате затора льда на Енисее и Ангаре из Стрелковской протоки вынесло лихтеры №5 и №3, пароходы «Минусинск» и «Красноярск». Следующим затором вынесло лихтеры №1, №2 и №8, пароходы «Лена» и «Туруханск».
Пароход «Красноярск» получил повреждения и затонул ниже Стрелки (место слияния Енисея и Ангары) в Черемуховском перекате. Пароход «Минусинск» ледоходом унесло вниз на 500 км, где он получил повреждения на скалах острова Кораблик, и он затонул ниже деревни Сумароково.
Министерство путей сообщения несколькими годами ранее уже запланировало строительство затона в районе города Красноярск. Затон был необходим для безопасной зимовки и ремонта судов. Строительство затона началось в июне 1909 года. Позднее на этом месте был построен «Красноярский судоремонтный завод», в настоящее время — «Красноярский судоремонтный центр». Весенний ледоход 1910 года не причинил вреда зимующему флоту. 
С 1909 года по 1912 год начальником Срочно-казённого пароходства был отставной контр-адмирал, руководитель перегона судов из Англии на Енисей в 1893 году Л. Ф. Добротворский.
После революции 1917 года, 2 марта 1918 года речной флот всех казённых и частных компаний на Енисее был национализирован. Суда переданы Енисейскому национальному пароходству (Нацпар), которое просуществовало до 17 июня 1918 года.